# ماركوس براون (كرة سلة)
ماركوس براون (بالإنجليزية: Marcus Brown)‏ مواليد 3 أبريل 1974 في أركنساس، هو لاعب كرة سلة أمريكي معتزل بدأ مسيرته الاحترافية في سنة 1996 حيث تم اختياره من قبل فريق بورتلاند ترايل بلايزرز خلال الدرافت، ولعب مع عدة فرق في الولايات المتحدة وفي أوروبا. يبلغ طوله 6 قدم 4 بوصة (1.9 م). اعتزل اللعب في 2011.

## فرق لعب لها
- بورتلاند ترايل بلايزرز
- ديترويت بيستونز
- ليموج سي إس بي
- نادي سسكا موسكو لكرة السلة
- بالونكيستو مالقا
- زالغيريس لكرة السلة
- مكابي تل أبيب لكرة السلة

## إحصائيات المسيرة

### الرابطة الوطنية لكرة السلة
| السنة   | الفريق                 | لعب | بدأ | دقيقة | ميداني% | ثلاثية | حرة   | ارتداد | صنع | استلاب | تصدي | نقطة |
| ------- | ---------------------- | --- | --- | ----- | ------- | ------ | ----- | ------ | --- | ------ | ---- | ---- |
| 1996–97 | بورتلاند ترايل بلايزرز | 21  | 0   | 8.8   | .400    | .406   | .684  | .7     | 1.0 | .4     | .1   | 3.9  |
| 1999–00 | ديترويت بيستونز        | 6   | 0   | 7.5   | .286    | .000   | 1.000 | 1.2    | .5  | .0     | .0   | 1.7  |
| المسيرة |                        | 27  | 0   | 8.5   | .381    | .333   | .714  | .8     | .9  | .3     | .0   | 3.4  |

## روابط خارجية
- ماركوس براون على موقع الدوري الأوروبي لكرة السلة (الإنجليزية)
- ماركوس براون على موقع إن بي أي (الإنجليزية)
- ماركوس براون على موقع سبورتس رفرنس (الإنجليزية)
- ماركوس براون على موقع الدوري الإسباني لكرة السلة (الإسبانية)
- ماركوس براون على موقع كلية كرة السلة في سبورتس رفرنس.كوم (الإنجليزية)
- ماركوس براون على موقع ريلجم (الإنجليزية)
- ماركوس براون على موقع بروبوليرز (الإنجليزية)
- ماركوس براون على موقع سبورتس رفرنس (الإنجليزية)